# Chiesa della Santissima Annunziata (Lurate Caccivio)
La chiesa della Santissima Annunciata è la parrocchiale di Caccivio, frazione del comune sparso di Lurate Caccivio, in provincia di Como e arcidiocesi di Milano; fa parte del decanato di Appiano Gentile.

## Storia
Nel Cinquecento i fedeli cacciviesi costruirono un tabernacolo intitolato alla Beata Vergine del Sabbione, noto pure come Madonna dell'Altarin; dopo non molto, però, questa struttura venne rimpiazzata da una chiesetta.
Alcuni decenni più tardi, nell'autunno del 1574, l'arcivescovo di Milano Carlo Borromeo, durante la sua visita pastorale, ordinò che questo luogo di culto fosse riedificato con dimensioni maggiori affinché fosse degno di ospitare la sede dell'istituenda parrocchia, la quale effettivamente venne canonicamente eretta nel 1578. La chiesa, una volta eseguiti i lavori di ricostruzione, fu consacrata il 1º settembre 1583.
Dalla relazione della visita pastorale del 1747 dell'arcivescovo Giuseppe Pozzobonelli s'apprende che a servizio della cura d'anime vi era unicamente il parroco e che la parrocchiale, in cui aveva sede la confraternita del Santissimo Sacramento, aveva come filiale l'oratorio di San Pietro; il numero dei fedeli, secondo il censimento diocesano effettuato tra il 1779 e il 1780, era pari a 726.
Tra il 1873 e il 1879 la chiesa venne interessata da un intervento di rifacimento, in occasione del quale si procedette anche all'ampliamento delle strutture.
Nel 1901 l'arcivescovo Andrea Carlo Ferrari, giunto a Caccivio nel corso della sua prima visita pastorale, trovò che i fedeli ammontavano a 2685 e che dalla parrocchiale dipendevano gli oratori di San Bartolomeo presso il camposanto, di Sant'Agnese, dei Santi Pietro e Paolo e di Sant'Anna.
Tra il 1971 e il 1972, in seguito alla riorganizzazione territoriale dell'arcidiocesi voluta dall'arcivescovo Giovanni Colombo, la parrocchia confluì nel decanato di Appiano Gentile, nato dalla trasformazione del precedente omonimo vicariato.
Sempre negli anni settanta si procedette all'esecuzione dell'adeguamento liturgico secondo le usanze postconciliari mediante l'aggiunta dell'ambone e dell'altare rivolto verso l'assemblea.
Nei primi anni 2000 la parrocchiale e il campanile furono oggetto di un restauro, durante il quale si provvide anche a posare il nuovo pavimento.

## Descrizione

### Esterno
La facciata della chiesa, rivolta a settentrione, presenta centralmente il portale d'ingresso timpanato e una triplice finestra a tutto sesto e ai lati quattro nicchie ospitanti le statue dei Santi Carlo, Ambrogio, Pietro e Paolo ed è scandita da quattro lesene poggianti su un alto basamento e sorreggente la trabeazione e il frontone triangolare.
Annesso alla parrocchiale è il campanile a base quadrata, costruito nel XVIII secolo, la cui cella presenta su ogni lato una monofora a tutto sesto ed è coperta dal tetto a quattro falde.

### Interno
L'interno dell'edificio è suddiviso in tre navate, di cui le due laterali sono composte da cappelle tra di loro intercomunicanti, da pilastri abbelliti da lesene e sorreggenti la trabeazione modanata e aggettante su cui s'impostano le volte di copertura; al termine dell'aula si sviluppa il presbiterio, rialzato di due gradini, ospitante l'altare maggiore e chiuso dall'abside di forma semicircolare.
Qui sono conservate diverse opere di pregio, tra le quali la Via Crucis, risalente al Settecento, e le due pale raffiguranti rispettivamente la Madonna col Bambino, e la Madonna con Gesù dopo la Crocifissione.